# 感謝!感激!カンテーレ!50年だよ おかげさまスペシャル
関西テレビ放送開局50周年記念番組 感謝!感激!カンテーレ!50年だよ おかげさまスペシャル（かんさいテレビほうそうかいきょくごじっしゅうねんきねんばんぐみ かんしゃ かんげき カンテーレ ごじゅうねんだよ おかげさまスペシャル）は、関西テレビ放送の開局50周年記念番組として2008年11月22日（土曜日）9:55 - 17:25と11月23日（日曜日）12:00 - 17:30の2日連続で放送された特別番組である。

## 概要
関西テレビ放送が開局50周年を記念して、関西テレビにゆかりのあるタレントたちが総出演して生放送で放送された特別番組。ゲストの秘蔵映像や、関西テレビの歴史を紐解く企画やテレビ番組などが紹介された。
また、これに合わせて11月22日・23日の2日間、インテックス大阪で「カンテーレ感謝祭」というイベントが開催された。

## 主な企画

### 11月22日
- オールスターアワード
- 上沼恵美子の芸能界の裏のウラ 青春のアイドルぶっちゃけ同窓会!

### 11月23日
- 50年だよ!男がしゃべりでどこが悪いねん
- 爆笑よしもと うれし懐かし恥ずかし大放出スペシャル!
- めっちゃDREAM競馬〜よしもと競馬名人SP〜

## 出演者
全員関西テレビアナウンサー
進行
- 山本浩之（当時）
- 藤本景子
- 山本悠美子

イベント中継
- 杉本なつみ
- 岡安譲※22日のみ
- 林弘典※23日のみ

視聴者投票開票スタジオ（22日）
- 毛利八郎
- 山本悠美子

### 11月22日

#### オールスターアワード
- 上岡龍太郎（関西テレビは「ノックは無用!」に出演したとして招いたが、引退しているという理由で断った）
- やしきたかじん
- 大平サブロー
- 黒田有（メッセンジャー、10時45分まで途中退場、MBSラジオ『それゆけ!メッセンジャー』のため）
- 宮崎哲弥
- オール阪神・巨人(NHK『バラエティー生活笑百科』出演のため途中退場)
- 京唄子
- カルーセル麻紀
- 兵藤ゆき
- 叶恭子
- 叶美香
- 春やすこ
- 原久美子
- 村上信五（関ジャニ∞）※ごくじんのみ出演
- 横山裕（関ジャニ∞）※ごくじんのみ出演
- 三浦大輔（プロ野球選手）
- TKO（木本武宏・木下隆行）
- シャンプーハット（てつじ・恋さん）※ごくじんのみ出演
- 半田健人※ごくじんのみ出演
- はるな愛
- ばんばひろふみ
- 板東英二
- 桑原征平（元関西テレビアナウンサー）
- 梅田淳（元関西テレビアナウンサー）
- タージン
- 松澤一之
- 円広志（NHK大阪ホールからの中継）

#### 上沼恵美子の芸能界の裏のウラ 青春のアイドルぶっちゃけ同窓会!
司会
- 上沼恵美子
- 渡辺徹

ゲストパネラー
- 保阪尚希
- ルー大柴
- 光浦靖子（オアシズ）
- 西村知美
- ギャル曽根
- 矢野・兵動（矢野勝也・兵動大樹）
- はるな愛
- 井上公造

同窓会ゲスト
- 西郷輝彦
- あいざき進也
- 新沼謙治
- 布川敏和
- 小坂明子
- 大場久美子
- 鈴木早智子

### 11月23日

#### 50年だよ!男がしゃべりでどこが悪いねん
司会
- 桂南光

メインパネラー
- 桂ざこば
- 桂きん枝
- 中田ボタン
- 大平サブロー

ゲストパネラー
- 東国原英夫(日本テレビ『TheサンデーNEXT』の生放送直後東京から大阪へ来阪)
- 大竹まこと
- 宮崎哲弥

#### 爆笑よしもと うれし懐かし恥ずかし大放出スペシャル
司会
- ハイヒール・モモコ
- 福田充徳（チュートリアル）
- 山里亮太（南海キャンディーズ）

ゲストパネラー
- 間寛平
- 坂田利夫
- 桂きん枝
- 中田ボタン
- 大平サブロー
- 大木こだま・ひびき
- ハイヒール・リンゴ
- 未知やすえ
- 陣内智則
- 徳井義実（チュートリアル）
- 山崎静代（南海キャンディーズ）
- ジャリズム
  - 渡辺あつむ
  - 山下しげのり
- メッセンジャー黒田
- なだぎ武（ザ・プラン9）
- 浅越ゴエ（ザ・プラン9）

#### めっちゃDREAM競馬〜よしもと競馬名人SP〜
- シャンプーハット（恋さん・てつじ）
- 森三中（黒沢かずこ・大島美幸・村上知子）

## ナレーション
- 豊田康雄（関西テレビアナウンサー）
- 畑中フー
- モンスター前塚（青春のアイドルぶっちゃけ同窓会のみ）

## 紹介された懐かしの番組映像の一部
- 仮面の忍者 赤影、ハイ!土曜日です、どてらい男、パンチDEデート、ノックは無用!、花王名人劇場、裸の大将放浪記、三枝の爆笑美女対談、ノンストップゲーム、エンドレスナイト、さんまのまんま、ねるとん紅鯨団、紳助の人間マンダラ、痛快!エブリデイ 他

## 放送日
- 2008年11月22日 9:55 - 17:30
- 2008年11月23日 12:00 - 17:30

## スタッフ
関西テレビ制作局のスタッフが横断的に関わり、協力名義で制作に携わった。
- 総合構成：萩原芳樹、藤田智信
- 総合AP：堀部茂世
- 総合演出：川元敦雄
- 総合プロデューサー：中澤健吾、水戸徹
- 統括：矢野浩之、川中康三
- 全体統括：濱星彦、竹本潔観
- 協力：ウエストワン、大阪共立、東通、テレコープ、イングス、戯音工房 ほか
- 制作著作：関西テレビ放送